# レコード会社
レコード会社（レコードがいしゃ、英: record label）は、アーティストと契約し音楽作品を録音・録画し、それをレコード類（CD、LPを含む）やデジタル配信で流通・販売しプロモーションなどを行う事業者である。

## 概要
一般にレコード会社はアーティストと契約し、録音資金を出すかわりに販売権や原盤権を取得し収益を得ている。大手のレコード会社では、音楽家の仲介やマネージメント業務、広告代理業務やコンサート会場の手配などの業務も代行することがある。
また、日本のレコード会社などでは、ポップスを中心に自らが企画し、様々な音楽家に依頼し、音楽作品を制作しており、歌手などのマネージメントを行う芸能プロダクションや、楽曲開発を行う音楽出版社を子会社として運営していることも多く、通常の代理店として販売権のみを持つレコード会社よりもより多くの収益を上げている。現在は国内にも数多くの音楽出版社が設立されているが、それ以前にはレーベル内で専属の作詞家や作編曲家などを抱えて独自の運営手法を行っていた時期もあった（これは日本の音楽業界においてはレコード産業が主導していた歴史的経緯によるものである）。

## 歴史
1877年にトーマス・エジソンが再生可能なレコードを発明以降、音楽作品の記録媒体に作成が可能となった。これにあたって当時の電機メーカーなどが自社で開発製造した録音機器で音楽家による演奏を録音した記録媒体の販売を始め、現在のレコード会社の前身が誕生した。レコード産業が発展していくにあたって、各企業が制作スタイルや音楽ジャンル別に部署や子会社を立ち上げ始め、これらはレコードの盤面中央部に貼られるラベル紙（label）のブランド名にちなんで、「レーベル」とも呼ばれ始めた。

### 委託型レコード会社の登場
21世紀以降、インターネットやDAW、音響機器の発展から音楽家個人で作品の録音や記録媒体の作成、SNSや動画投稿サイトを使ったプロモーションが可能となった。
また、インターネット通信網とデジタル技術が向上したことによりiTunes StoreやAmazon.comといったインターネットを介した小売店などでのダウンロード販売によるシェアが拡大し、レコード会社が需要以上の在庫を持つリスクがなくなった。これによりベンチャー企業の参入がしやすくなり、アメリカではCD BabyやTuneCoreといった作品制作には関与せず、流通販売以降の業務を請け負うレコード会社が誕生した。こういったレコード会社は前述のiTunes Storeなどのダウンロード通販サイトでの販売を主流としており、最大大手のCD Babyでは余計な仲介手数料などが掛からないことから低価格で販売され、2500万ドルの収益を上げているとされるまた従来のレコード会社は在庫リスク回避のため、大衆受けが良い音楽ジャンルであり売れ行きが見込める音楽家のみと契約していたが、これらは売れ行き問わず多ジャンルの音楽家と契約（CD Babyでは850のジャンルの音楽家30万人と契約しているとしている）し、販売時に利益を分け合う形式をとっている。

## 主なレコード会社
レコード会社の売上高による上位10社（2023年データによる）は次のとおりである。
- 1位 ユニバーサル ミュージック グループ（Universal Music Group, UMG） - オペレーション本部はアメリカカリフォルニア州サンタモニカに、コーポレート本部をオランダ王国ヒルフェルスム（en:Hilversum）に置く。
- 2位 ソニー・ミュージックエンタテインメント（Sony Music Entertainment, SME） - アメリカニューヨーク州ニューヨーク市に本社
- 3位 ワーナー・ミュージック・グループ（Warner Music Group, WMG） - ニューヨーク市に本社
- 4位 アトランティック・レコード（Atlantic Records） - 現在はWMGの子会社、ニューヨーク市に本社
- 5位 コロムビア・レコード（Columbia Records） - 現在はSMEの一部門、ニューヨーク市に本社
- 6位 BMGライツ・マネージメント（BMG Rights Management）
- 7位 RCAレコード（RCA Records） - ニューヨークに本社
- 8位 インタースコープ・レコード（Interscope Records） - 現在はUMGグループの一社で、カリフォルニア州サンタモニカに本社
- 9位 キャピトル・レコード（Capitol Records） - カリフォルニア州ロサンゼルス市ハリウッドに本社
- 10位 リパブリック・レコード（Republic Records） - 現在はUMGグループの一社で、ニューヨークのブロードウェーに本社

### 日本国内の主なレコード会社（メジャー・レーベル）
大企業のレコード会社やその系列会社はメジャー・レーベル、中小企業のレコード会社はインディーズ・レーベルと呼称される。
日本では、メジャー・レーベルとは日本レコード協会に入会している正会員の各社を指す。2024年6月1日時点での正会員は下記の通りである。それ以外の会社はインディーズ・レーベルとなる。
- 日本コロムビア株式会社（フェイスグループ）
- ビクターエンタテインメント株式会社（JVCケンウッドグループ）
- キングレコード株式会社（講談社グループ）
- 株式会社テイチクエンタテインメント（ブラザー工業グループ）
- ユニバーサル ミュージック合同会社（ヴィヴェンディグループ）
- 日本クラウン株式会社（第一興商グループ）
- 株式会社徳間ジャパンコミュニケーションズ（第一興商グループ）
- 株式会社ソニー・ミュージックレーベルズ（ソニーグループ）
- 株式会社ポニーキャニオン（フジサンケイグループ）
- 株式会社ワーナーミュージック・ジャパン（Access Industries（英語版）グループ）
- 株式会社バップ（日本テレビグループ）
- 株式会社ビーイング
- エイベックス・エンタテインメント株式会社（エイベックス）
- 株式会社フォーライフミュージックエンタテイメント
- 株式会社ヤマハミュージックコミュニケーションズ（ヤマハグループ）
- 株式会社ドリーミュージック（フェイスグループ）
- 株式会社よしもとミュージック（吉本興業グループ）
- 株式会社バンダイナムコミュージックライブ（バンダイナムコグループ）

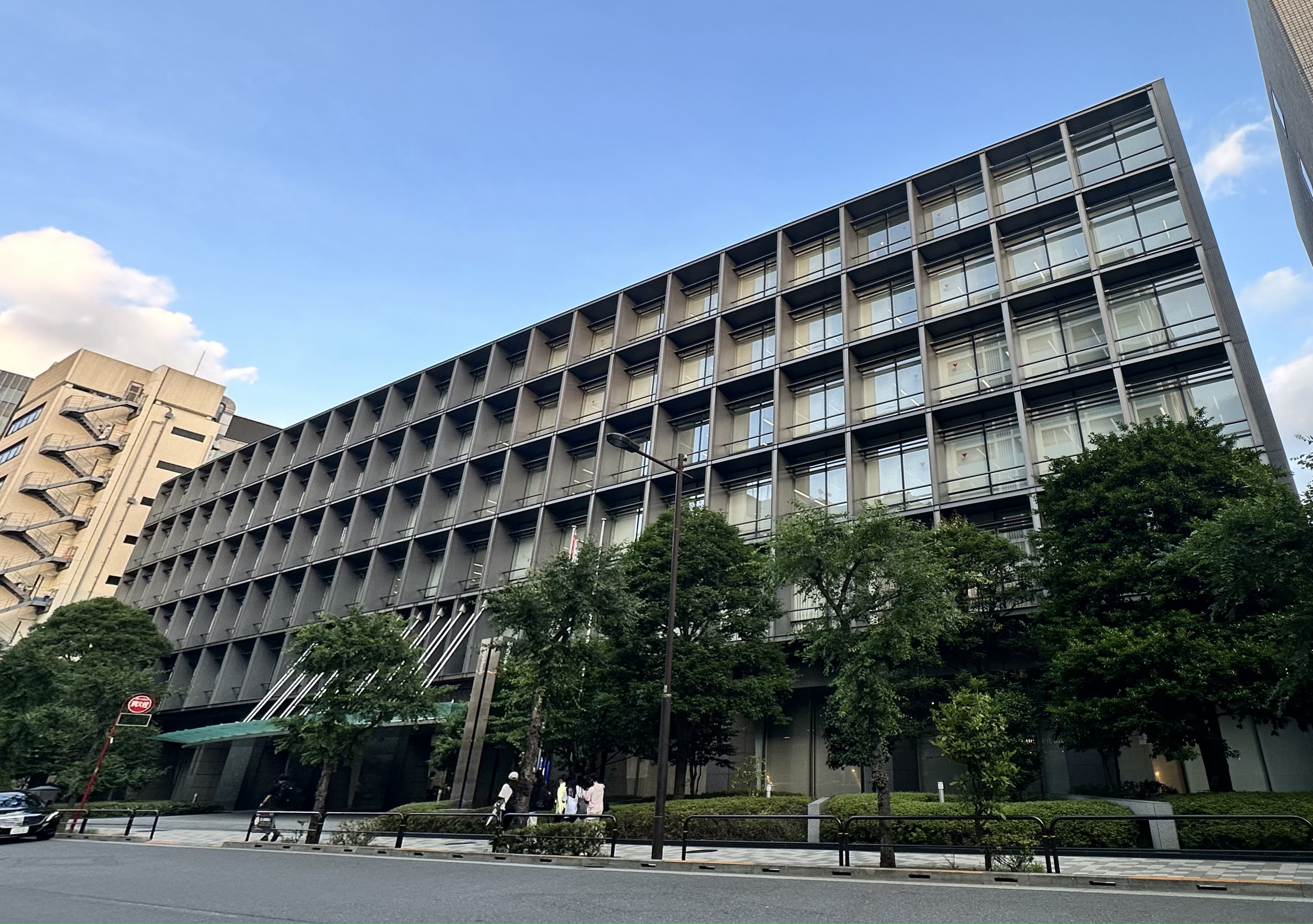
ソニー・ミュージックエンタテインメントの日本の本社
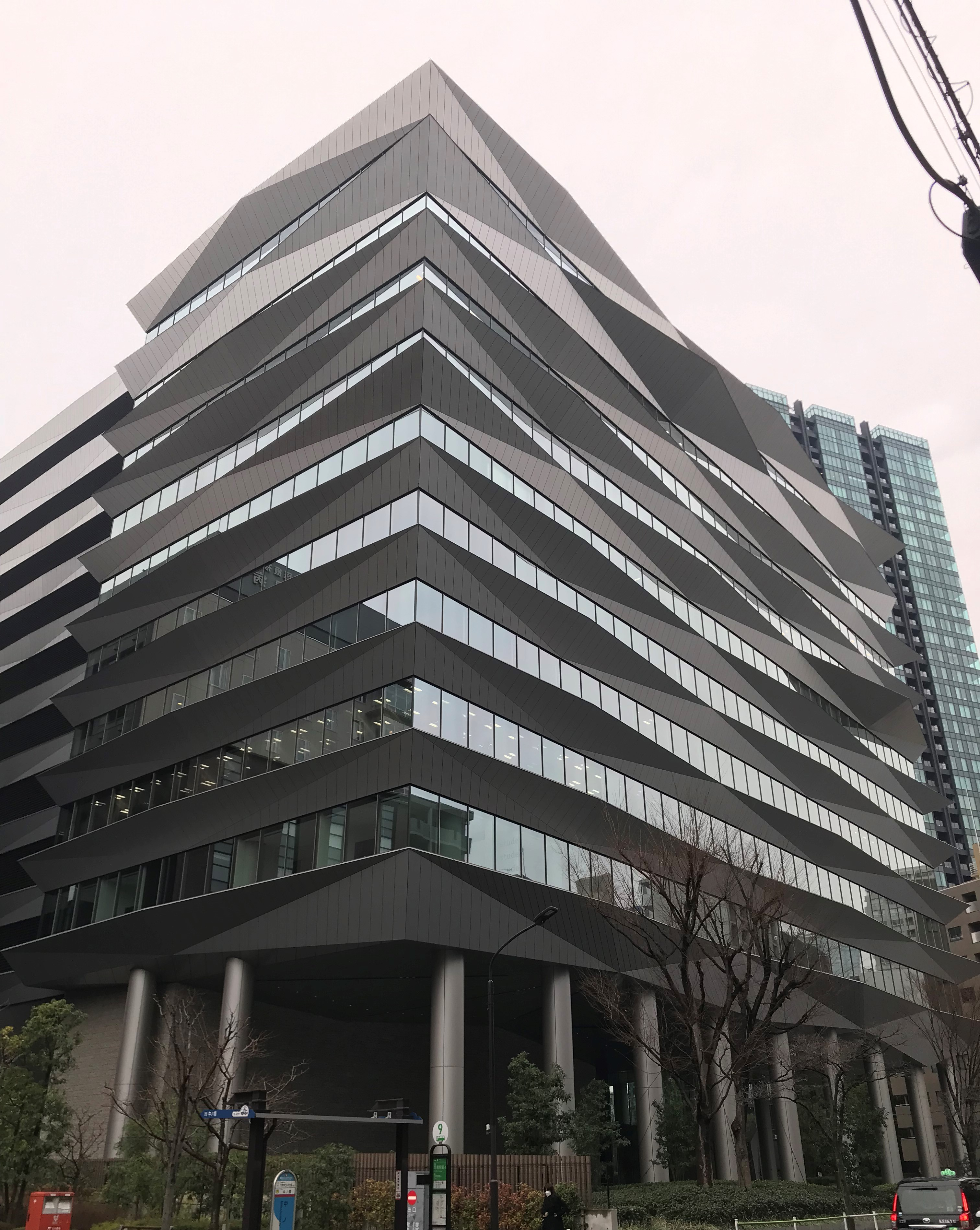
エイベックスグループ各社が入居するビル